# Dansk europacupdeltagelse (kvindehåndbold)
|  | Denne artikel handler om kvindehåndbold. For en tilsvarende artiklen om de danske herrehold, se Europacuphåndbold (mænd) |
Dansk europacupdeltagelse viser et overblik over, hvordan det går de danske kvindehåndboldhold, der deltager i EHF's cupper, herunder EHF Champions League og EHF Cup samt EHF Cup Winners' Cup.

## 2008/2009
| Danske deltagere i kvindernes europacup 2008/09 | Danske deltagere i kvindernes europacup 2008/09 | Danske deltagere i kvindernes europacup 2008/09 |
| Klub                                            | Turnering                                       | Kvalificeret som                                |
| ----------------------------------------------- | ----------------------------------------------- | ----------------------------------------------- |
| Viborg HK                                       | Champions League                                | Dansk mester 2007/08                            |
| Ikast/Brande EH                                 | Champions League-kvalifikation                  | Dansk vicemester 2007/08                        |
| FCK Håndbold                                    | Champions League-kvalifikation                  | Dansk 3'er 2007/08                              |
| Slagelse FH                                     | EHF Cup                                         | Dansk 4'er 2007/08                              |
| Randers HK                                      | EHF Cup                                         | Dansk 6'er 2007/08                              |
| KIF Vejen                                       | Cupwinner's Cup                                 | Taber af pokalsemifinale i 2007                 |

### Champions League

#### Kvalifikation
| Kvalifikationen |                                                  |
|                 | Dette hold kvalificerer sig til Champions League |
|                 | Disse hold videreføres til EHF Cup'en            |

##### Gruppe 3 (IBEH)
| Dato                                                     | Hold 1          | Hold 2                        | Resultat      |
| -------------------------------------------------------- | --------------- | ----------------------------- | ------------- |
| 3. oktober                                               | Ikast/Brande EH | SPR SAFO Lublin               | 44-31(20-14)  |
| 4. oktober                                               | Ikast/Brande EH | SKP Bratislava                | 38-29 (18-15) |
| 5. oktober                                               | Ikast/Brande EH | C. S. Rulmentul-Uraban Brasov | 45-35 (23-18) |
| Ovennævnte kampe blev spillet i Herning, Brande og Ikast |                 |                               |               |

| Hold                          | Kampe | Vundne | Uafgjorte | Tabte | Målscore | Points |
| ----------------------------- | ----- | ------ | --------- | ----- | -------- | ------ |
| Ikast/Brande EH               | 3     | 3      | 0         | 0     | 127-95   | 6      |
| C. S. Rulmentul-Uraban Brasov | 3     | 2      | 0         | 1     | 107-103  | 4      |
| SPR SAFO Lublin               | 3     | 0      | 1         | 2     | 98-116   | 1      |
| SKP Bratislava                | 3     | 0      | 1         | 2     | 80-98    | 1      |

##### Gruppe 4 (FCK)
| Dato                                      | Hold 1       | Hold 2       | Resultat      |
| ----------------------------------------- | ------------ | ------------ | ------------- |
| 3. oktober                                | FCK Håndbold | HC Naisa-Nis | 33-17 (20-8)  |
| 4. oktober                                | FCK Håndbold | HC Motor     | 38-17 (15-13) |
| 5. oktober                                | FCK Håndbold | Dunaferr NK  | 22-15 (12-7)  |
| Alle ovennævnte kampe spilles i København |              |              |               |

| Hold         | Kampe | Vundne | Uafgjorte | Tabte | Målscore | Points |
| ------------ | ----- | ------ | --------- | ----- | -------- | ------ |
| FCK Håndbold | 3     | 3      | 0         | 0     | 93-49    | 6      |
| Dunaferr NK  | 3     | 0      | 1         | 2     | 74-78    | 2      |
| HC Motor     | 3     | 0      | 1         | 2     | 79-98    | 2      |
| HC Naisa-Nis | 3     | 0      | 1         | 2     | 66-87    | 2      |

#### Gruppespillet
| Gruppespillet |                                                |
|               | Disse hold går videre til 2. gruppespil        |
|               | Dette hold går videre til Cupwinner's Cup      |
|               | Dette hold ryger helt ud af europæisk håndbold |

##### Gruppe A (IBEH)
| Dato         | Hjemmehold            | Udehold               | Resultat  |
| ------------ | --------------------- | --------------------- | --------- |
| 1. nov,      | Ikast/Brande EH       | Zvezda Zvenogorod     | 0-0 (0-0) |
| 9. november  | Györi                 | Ikast/Brande EH       | 0-0 (0-0) |
| 15. november | Ikast/Brande EH       | Kometal Gjorce Petrov | 0-0 (0-0) |
| 3. januar    | Ikast/Brande EH       | Györi                 | 0-0 (0-0) |
| 10. januar   | Zvezda Zvenogorod     | Ikast/Brande EH       | 0-0 (0-0) |
| 16. januar   | Kometal Gjorce Petrov | Ikast/Brande EH       | 0-0 (0-0) |

| Hold                  | Kampe | Vundne | Uafgjorte | Tabte | Målscore | Points |
| --------------------- | ----- | ------ | --------- | ----- | -------- | ------ |
| Ikast/Brande EH       | 0     | 0      | 0         | 0     | 0-0      | 0      |
| Györi                 | 0     | 0      | 0         | 0     | 0-0      | 0      |
| Zvezda Zvenigorod     | 0     | 0      | 0         | 0     | 0-0      | 0      |
| Kometal Gjorce Petrov | 0     | 0      | 0         | 0     | 0-0      | 0      |

##### Gruppe B (FCK)
| Dato         | Hjemmehold           | Udehold              | Resultat  |
| ------------ | -------------------- | -------------------- | --------- |
| 2. nov,      | FCK Håndbold         | Hypo Niederöstereich | 0-0 (0-0) |
| 8. november  | Orsan Elda Prestigio | FCK Håndbold         | 0-0 (0-0) |
| 16. november | FCK Håndbold         | Buducnost            | 0-0 (0-0) |
| 4. januar    | FCK Håndbold         | Orsan Elda Prestigio | 0-0 (0-0) |
| 9. januar    | Hypo Niederöstereich | FCK Håndbold         | 0-0 (0-0) |
| 17. januar   | Buducnost            | FCK Håndbold         | 0-0 (0-0) |

| Hold                 | Kampe | Vundne | Uafgjorte | Tabte | Målscore | Points |
| -------------------- | ----- | ------ | --------- | ----- | -------- | ------ |
| FCK Håndbold         | 0     | 0      | 0         | 0     | 0-0      | 0      |
| Hypo Niederöstereich | 0     | 0      | 0         | 0     | 0-0      | 0      |
| Buducnost            | 0     | 0      | 0         | 0     | 0-0      | 0      |
| Orsan Elda Prestigio | 0     | 0      | 0         | 0     | 0-0      | 0      |

##### Gruppe D (VHK)
| Dato         | Hjemmehold           | Udehold              | Resultat  |
| ------------ | -------------------- | -------------------- | --------- |
| 1. november, | Metz Handball        | Viborg HK            | 0-0 (0-0) |
| 8. november  | Viborg HK            | FC Nürnberg Handball | 0-0 (0-0) |
| 15. november | RK Krim Mecator      | Viborg HK            | 0-0 (0-0) |
| 3.januar     | FC Nürnberg Handball | Viborg HK            | 0-0 (0-0) |
| 10. januar   | Viborg HK            | Metz Handball        | 0-0 (0-0) |
| 17. januar   | Viborg HK            | RK Krim Mecator      | 0-0 (0-0) |

| Hold                 | Kampw | Vundne | Uafgjorte | Tabte | Målscore | Points |
| -------------------- | ----- | ------ | --------- | ----- | -------- | ------ |
| Viborg HK            | 0     | 0      | 0         | 0     | 0-0      | 0      |
| RK Krim Mecator      | 0     | 0      | 0         | 0     | 0-0      | 0      |
| FC Nürnberg Handball | 0     | 0      | 0         | 0     | 0-0      | 0      |
| Metz Handball        | 0     | 0      | 0         | 0     | 0-0      | 0      |

### EHF Cup
| Runde | Hold 1                     | Hold 2                     | 1. kamp                    | 2. kamp                    | Samlet                     |
| ----- | -------------------------- | -------------------------- | -------------------------- | -------------------------- | -------------------------- |
| 1     | Ingen danske hold deltager | Ingen danske hold deltager | Ingen danske hold deltager | Ingen danske hold deltager | Ingen danske hold deltager |
| 2     | Slagelse FH                | A. A. Thessalonikis        | 32-22                      | 36-20                      | 68-42                      |
| 2     | ZRK "Borac" Banja Luka     | Randers HK                 | 20-38                      | 25-37                      | 75-45                      |
| 3     | Slagelse FH                | Lokomotiv Varna            | 1.-2. nov.                 | 8.-9. nov.                 | 0-0                        |
| 3     | HC Motor                   | Randers HK                 | 32-26                      | 8. november                | 0-0                        |

### Cupwinner's Cup
| Runde | Hold 1                     | Hold 2                     | 1. kamp                    | 2. kamp                    | Samlet                     |
| ----- | -------------------------- | -------------------------- | -------------------------- | -------------------------- | -------------------------- |
| 1     | Denne runde findes ikke    | Denne runde findes ikke    | Denne runde findes ikke    | Denne runde findes ikke    | Denne runde findes ikke    |
| 2     | Ingen danske hold deltager | Ingen danske hold deltager | Ingen danske hold deltager | Ingen danske hold deltager | Ingen danske hold deltager |
| 3     | KIF Vejen                  | G. A. Artas                | 31-17                      | 1. november                | 0-0                        |